# Еџфилд (Јужна Каролина)
Еџфилд (енгл. Edgefield) град је у америчкој савезној држави Јужна Каролина.

## Демографија
По попису из 2010. године број становника је 4.750, што је 301 (6,8%) становника више него 2000. године.
| Група             | 2000.         | 2010.         |
| Белци             | 1.558 (35,0%) | 1.568 (33,0%) |
| Афроамериканци    | 2.666 (59,9%) | 2.571 (54,1%) |
| Азијати           | 14 (0,3%)     | 21 (0,4%)     |
| Хиспаноамериканци | 199 (4,5%)    | 564 (11,9%)   |
| Укупно            | 4.449         | 4.750         |